# Planetário Professor José Mariano da Rocha Filho
O Planetário da Universidade Federal de Santa Maria (UFSM) foi fundado em 14 de dezembro de 1971. Possui capacidade para 120 pessoas e utilizava um projetor Zeiss Spacemaster com projetores de vídeo auxiliares até 2011, quando foi substituído por um projetor digital Digistar 4.

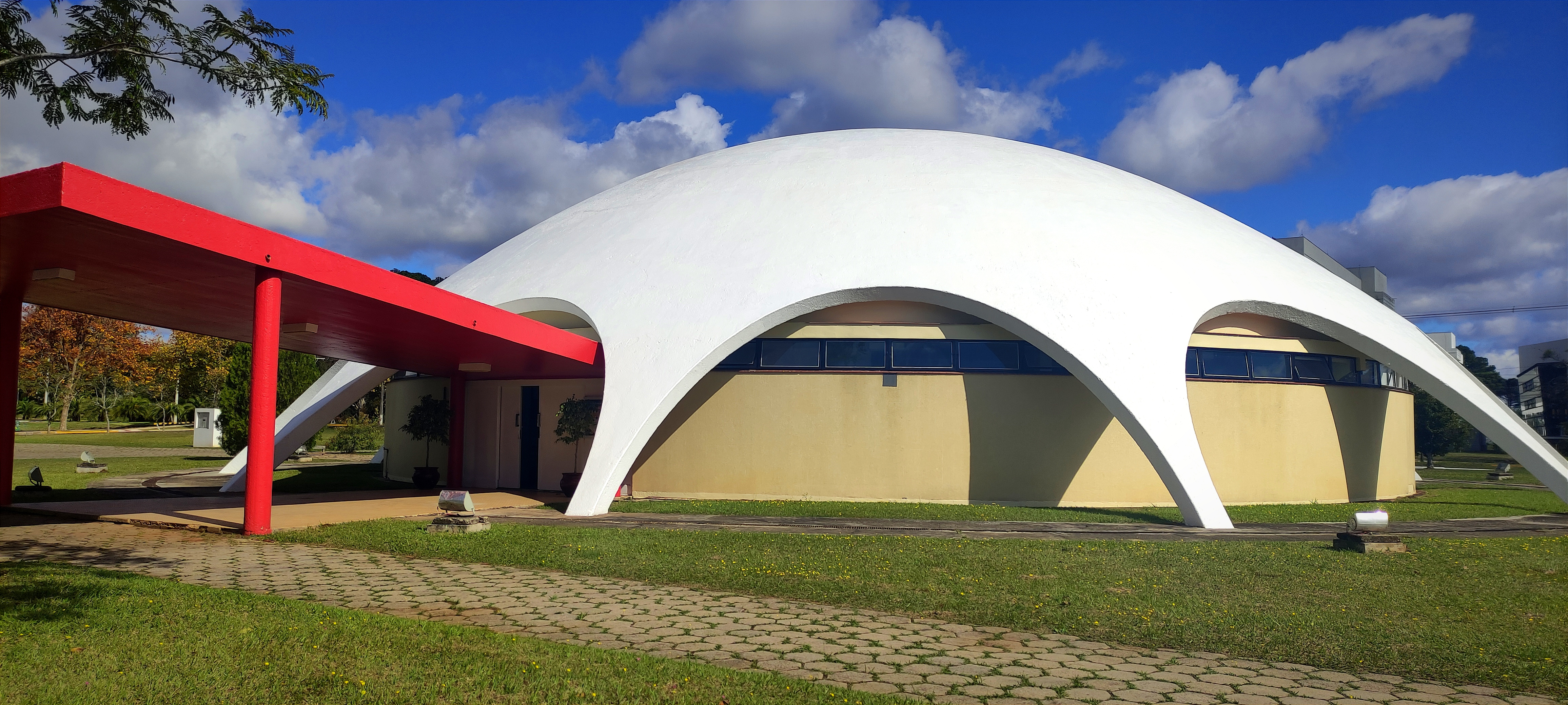
Planetário da Universidade Federal de Santa Maria, maio de 2021

O Planetário foi inaugurado pelo reitor fundador da Universidade Federal de Santa Maria, Prof. José Mariano da Rocha Filho, com projeto arquitetônico do arquiteto Oscar Valdetaro, a partir de um esboço doado pelo arquiteto Oscar Niemeyer em uma reunião no Catetinho em 1959 em Brasília, o qual também indicou o arquiteto (Oscar Valdetaro) que o Reitor deveria procurar.

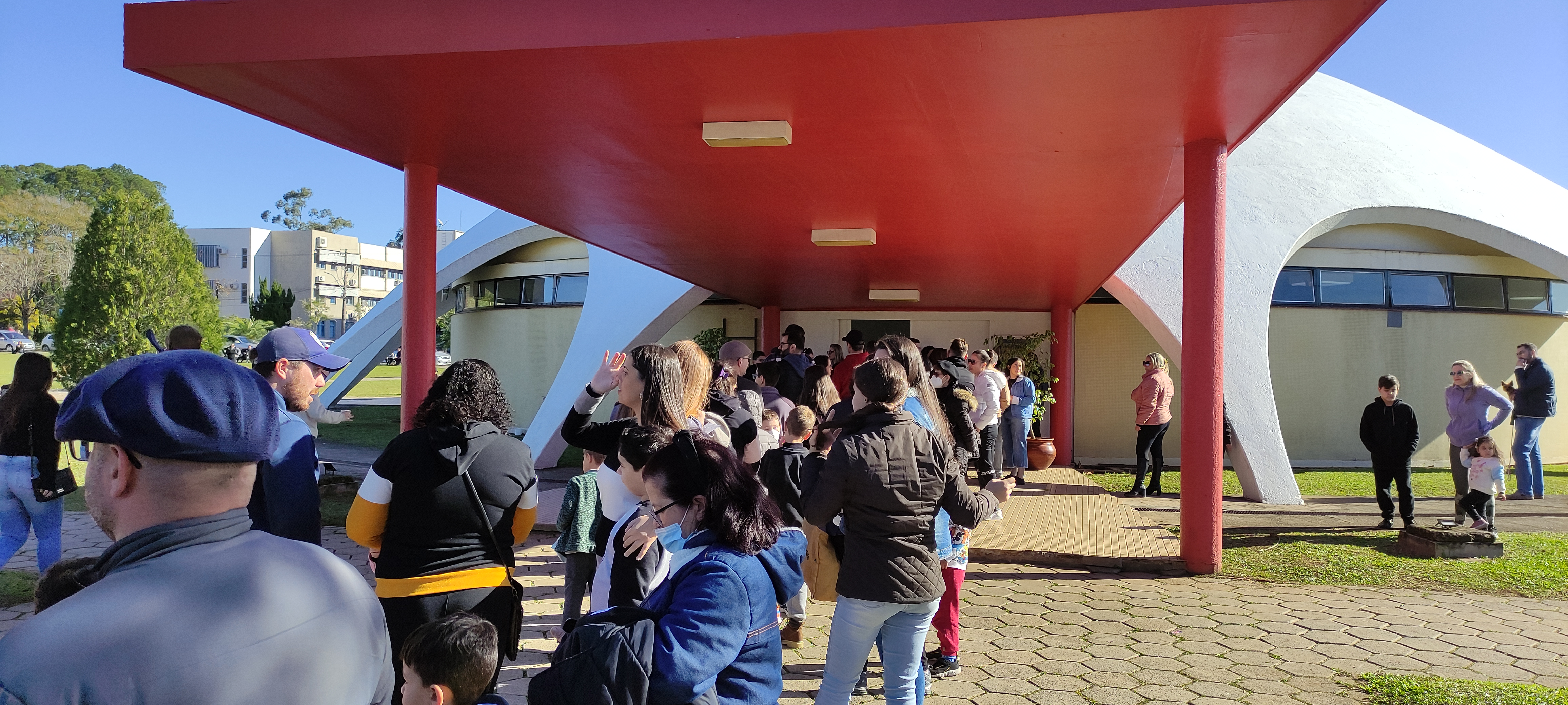
Planetário durante realização do Viva o Campus, em 12 de junho de 2022

A inauguração aconteceu exatamente 11 anos depois da criação da UFSM, sendo o quinto Planetário Brasileiro, o oitavo na América Latina, o primeiro no Rio Grande do Sul e o primeiro em uma cidade do interior no Brasil.
Em 1976 o Planetário recebeu o nome do Prof. José Mariano da Rocha Filho, fundador e primeiro reitor da UFSM, homenagem ao responsável pela vinda de sete planetários para o Brasil (5 Spacemaster e 2 ZKP), através de um acordo Brasil-Alemanha Oriental (café), em uma época que haviam somente dois planetários no território nacional.

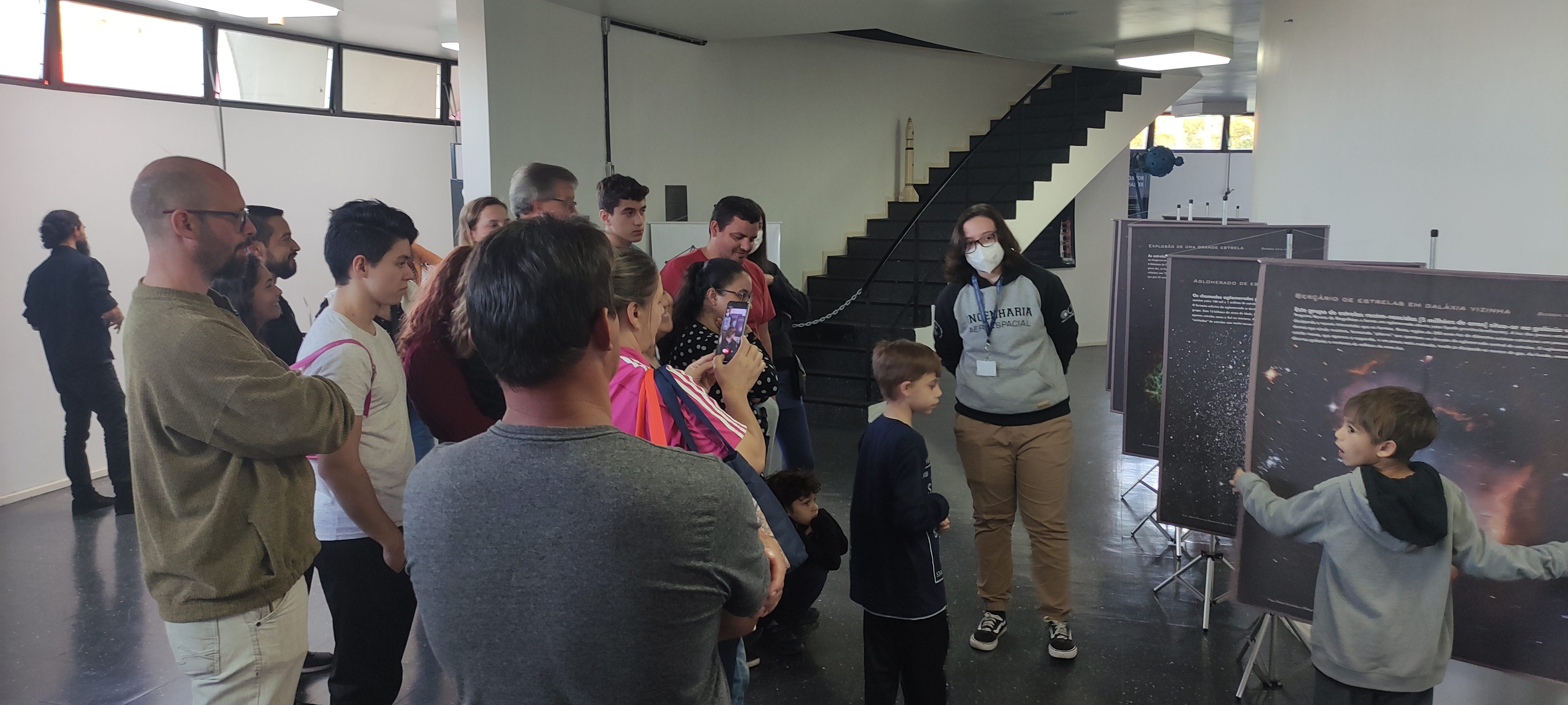
Visitantes no Planetário, em 23 de maio de 2022

O museu interativo, localizado no segundo piso do planetário, foi fundado em 1998 e contava com uma área de 370 metros quadrados e dez estações que tratavam da história da astronomia, através de dispositivos interativos, mas foi desativado em 2017 e substituído pelo Museu de Arte, Ciência e Tecnologia - MACT, inaugurado em agosto de 2021 e temporariamente fechado para execução de projeto das instalações elétricas, reinaugurando em 10 de agosto de 2022.

## Diretores
Desde sua inauguração, o Planetário da UFSM contou com 5 diretores:
Raquel Francelina Mariano da Rocha Bandeira de Mello (1971 a 1995);
Francisco José Mariano da Rocha (1995 a 2017);
Diana Dias Sampaio (2017 a 2018);
Jaqueline do Carmo Trentim Machado (2018 a 2020 e 2022-atual);
Régis Augusto Albanese Diniz (2021-2022)
1. ↑  «Planetário da UFSM». Consultado em 17 de maio de 2011. Arquivado do original em 14 de julho de 2011